# Markiz

Korona brytyjskiego markiza

Markiz – tytuł arystokratyczny stosowany w Europie, Chinach i Japonii.
Pierwotnie powstał z tytułu margrabiego (zarządcy marchii w czasach nowożytnego cesarstwa rzymskiego), dopiero w późniejszym okresie nabrał cech dziedzicznego tytułu arystokratycznego, choć nadawano też tytuły margrabiowskie osobiste (nie dziedziczne). Jako tytuł arystokratyczny znajduje się w hierarchii na drugim miejscu, zaraz po księciu, a przed hrabią.
Wyraz pochodzi z francuskiego marquis, które wywodzi się najwyraźniej z germańskiego słowa oznaczającego granicę (mark). W języku niemieckim odpowiadający tytuł to Markgraf, co można analizować jako Mark + graf = granica + hrabia, tj. hrabia opiekujący się granicami. Dawniej hrabia, który chronił granice, był bardziej uprzywilejowany od innych hrabiów, co tłumaczy stosunkowo wysoką pozycję w hierarchii, tym bardziej, że mógł zdobyte na sąsiadach (przeważnie barbarzyńcach) ziemie dodawać do swojej domeny.
Znanym francuskim markizem był Donatien Alphonse François de Sade.

## W Polsce
Wśród polskich rodzin arystokratycznych wyróżnia się tylko dwa nazwiska z tym tytułem:
- Myszkowscy (Gonzaga-Myszkowscy), a następnie Wielopolscy – tytuł nadany pod warunkiem dziedziczenia określonych dóbr (zatem w pewnym sensie dziedziczny),
- Umiastowscy – tytuł nadany jako osobisty (zatem niedziedziczny) dla Janiny z Ostroróg-Sadowskich, małżonki hr. Władysława Umiastowskiego.